# Konjino
Konjino (en serbe cyrillique : Коњино) est un village de Serbie situé dans la municipalité de Lebane, district de Jablanica. Au recensement de 2011, il comptait 789 habitants.

## Démographie

### Évolution historique de la population
| 1948 | 1953 | 1961 | 1971 | 1981 | 1991  | 2002 | 2011 |
| ---- | ---- | ---- | ---- | ---- | ----- | ---- | ---- |
| 588  | 642  | 718  | 779  | 836  | 1 005 | 913  | 789  |

|  |